# Neve Chajim
Neve Chajim (hebrejsky: נווה חיים, doslova Chajimova oáza) je čtvrť v severní části města Chadera v Izraeli.

## Geografie
Leží v nadmořské výšce cca 10 metrů na severním okraji Chadery, cca 2,5 kilometru od pobřeží Středozemního moře. Na východní straně ji ohraničuje dálnice číslo 4 a za ní ležící průmyslová zóna Chadera.

## Popis čtvrti
Vznikla jako samostatná zemědělská vesnice roku 1934. Byla pojmenována podle Chajima Arlozorova. Za jejím vznikem stála zemědělská asociace napojená na odborovou centrálu Histadrut. Roku 1946 začala v sousedství obce vyrůstat čtvrť Chadery Jicchak určená pro nové židovské imigranty. Později byla Neve Chajim začleněna do města Chadera.